# Невербални тест
Невербални тест је врста теста у коме су задаци дати у виду невербалног материјала (цртежи, коцке, делови фигуре, комад жице или апарати), а од испитаника се не тражи вербални одговор, него само да нешто нацрта, сложи, састави, уобличи или да се изведе нека моторна радња на апарату. Тестови овог типа дају се особама за које се претпоставља да не владају добро језиком на којем се тестирање врши или како би се у процени интелигенције елиминисао чинилац утицаја вербалне способности.